# Le Chevalier de Maison-Rouge (film, 1914)
Pour les articles homonymes, voir Le Chevalier de Maison-Rouge (homonymie).
Pour plus de détails, voir Fiche technique et Distribution.
Le Chevalier de Maison-Rouge est un film d'aventures historique français muet réalisé par Albert Capellani, sorti en 1914.
Le film est une adaptation du roman d'Alexandre Dumas Le Chevalier de Maison-Rouge, publié en 1846, qui s'inspire de la vie d'Alexandre Gonsse de Rougeville. Le film est une scène historique en 6 parties et 60 tableaux.

## Synopsis
À Paris, en 1793, pendant la Terreur, le Chevalier de Maison-Rouge fomente un complot pour faire évader la reine Marie-Antoinette. Il reçoit l'aide de Dixmer, un maître-tanneur vu par ses concitoyens comme un ardent révolutionnaire, et de Geneviève, son épouse et la sœur du chevalier. Lors d'une expédition avec son frère, Geneviève doit à l'intervention du lieutenant Maurice Lindey de ne pas être arrêtée. Épouse malheureuse de Dixmer, elle tombe amoureuse du jeune officier. Cependant, un tunnel est creusé pour relier une maison louée par Dixmer à la Tour du Temple où est emprisonnée la reine qui, si elle n'est pas libérée, risque la guillotine.

## Fiche technique
- Titre : Le Chevalier de Maison-Rouge
- Réalisation : Albert Capellani
- Scénario : Albert Capellani, d'après Alexandre Dumas
- Directeur de la photographie : Maurice Le Forestier
- Musique : Maxence Cyrin (2010)
- Production et distribution : Pathé Frères
- Pays de production :  France
- Format : Noir et blanc - Muet - 1,33:1 - 35 mm
- Genre : Film d'aventure
- Durée : 109 minutes
- Date de sortie : 
  - France : 27 février 1914

## Distribution partielle
- Paul Escoffier : le chevalier de Maison-Rouge (alias le citoyen Morand), un noble qui s'est donné pour mission de faire évader la reine Marie-Antoinette de sa prison
- Marie-Louise Derval : Geneviève Dixmer, sa sœur, l'épouse malheureuse d'un maître-tanneur
- Georges Dorival : Dixmer, son mari, un maître-tanneur qui se fait passer pour révolutionnaire, mais qui aide le chevalier dans son entreprise
- Léa Piron : le reine Marie-Antoinette, emprisonnée à la Tour du Temple, puis à la Conciergerie
- Mevisto : le citoyen Rocher, un révolutionnaire acharné à la perte de la reine
- Henri Rollan : le lieutenant de la garde nationale Maurice Lindey, qui tombe amoureux de Geneviève et se trouve mêlé malgré lui au complot
- Jean Jacquinet : le général Santerre
- Georges Flateau : Lorin, le beau-frère de Maurice
- Jane Maylianes : Héloïse Tison
- Mary Massart : Arthémise
- Émile Mylo : L'homme aux provisions
- Déméter : Madame Elisabeth